# Михайловка (Изяславский район)
Михайловка (укр. Михайлівка) — село в Изяславском районе Хмельницкой области Украины.
Население по переписи 2001 года составляло 58 человек. Почтовый индекс — 30312. Телефонный код — 3852. Занимает площадь 0,551 км². Код КОАТУУ — 6822182203.

## Местный совет
30312, Хмельницкая обл., Изяславский р-н, с. Дертка, ул. Центральная, 4